# Comité d'histoire parlementaire et politique
Le Comité d'histoire parlementaire et politique (CHPP) est une association française (loi de 1901) fondée par des universitaires. Il a pour objectifs de promouvoir la recherche sur la vie politique française et internationale et de mieux faire connaître au grand public les activités parlementaires. 
Il rassemble enseignants, chercheurs, étudiants, parlementaires, élus locaux et amateurs éclairés intéressés par la vie politique française et internationale, et en particulier par les parlements.
Fondé en 2002 par Jean Garrigues, le CHPP est présidé depuis 2024 par Pierre Allorant et animé par un bureau composé de Pierre Allorant, Éric Anceau, Walter Badier, David Bellamy, Christophe Bellon, Noëlline Castagnez, Jérémy Guedj, Sabine Jansen, David Mélo et Jérôme Pozzi. 

## Activités
Le CHPP organise des colloques et journées d’étude dont il publie régulièrement les actes.
Il dispose d'une revue à comité de lecture, Parlement(s), Revue d'histoire politique. 
Il organise chaque année au Centre d'histoire de Sciences Po un séminaire mensuel sous l'intitulé général « Histoires politiques ».

## Origine du texte
- Cet article est partiellement ou en totalité issu du site CHPP, le texte ayant été placé par l’auteur ou le responsable de publication sous la licence de documentation libre GNU ou une licence compatible.